# Вулиця Канівська (Львів)
Вулиця Канівська — вулиця у Франківському районі міста Львова, місцевість Богданівка. Сполучає вулиці  Сулими та вулиці Любінську.

## Історія та забудова
Вулиця виникла на початку XX століття в межах підміського села Богданівка. Після входження селища до меж міста, вулиці колишнього села були перейменовані або ж новоутвореним вулицям надавалися певні назви. Так, у 1934 році вулиця отримала назву Нова. У 1936 році отримала назву Каньовська, яку у липні 1944 року уточнено на Канівську, на згадку про місто Канів, що на Черкащині. Під час німецької окупації, з 1943 року по липень 1944 року мала назву Кордіанґассе, на честь драматичного твору польського письменника Юліуша Словацького «Кордіан».
Вулиця Канівська забудована одно- та двоповерховими будинками різних епох: будинками у стилі конструктивізм 1930-х років, будинками барачного типу 1950-х років, сучасними садибами.